# قائمة حكام دولة الهند

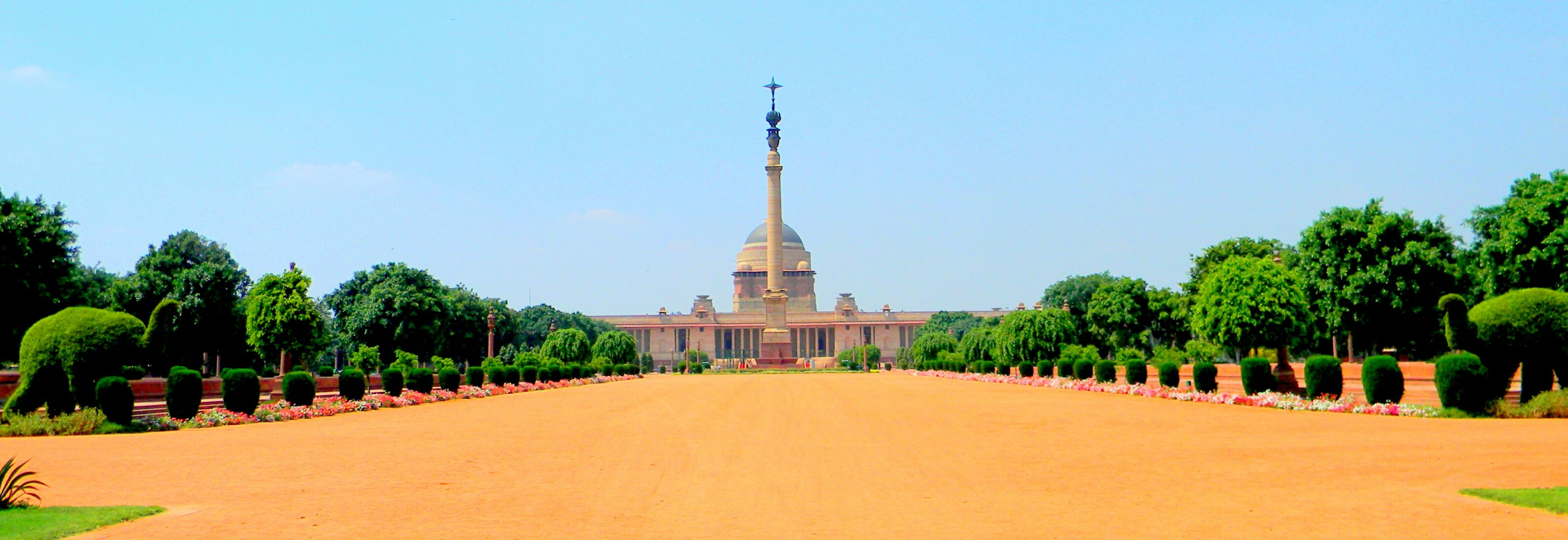
البوابة الرئيسية راشتراباتي بهافان، المقر الرسمي لرئيس الهند

هذه قائمة رؤوس الهند منذ الاستقلال عام 1947 حتى يومنا هذا. رئيس الهند الحالي هو دروبادي مورمو التي انتخبت في انتخابات عام 2022 بترشيح من التحالف الديمقراطي الوطني.
كان ملك رأس الدولة من عام 1947 حتى عام 1950 بموجب قانون استقلال الهند. والذ هو ملك المملكة المتحدة ودول الكومنولث الأخرى. كان الحاكم العام للهند هو نائب الملك بالبلاد. ثم أصبحت الهند جمهورية بموجب دستور عام 1950 وعين لها رئيس صوري ذو منصب شرفي.

## قائمة السلاطين في سلطنة دلهي

### سلالة المماليك

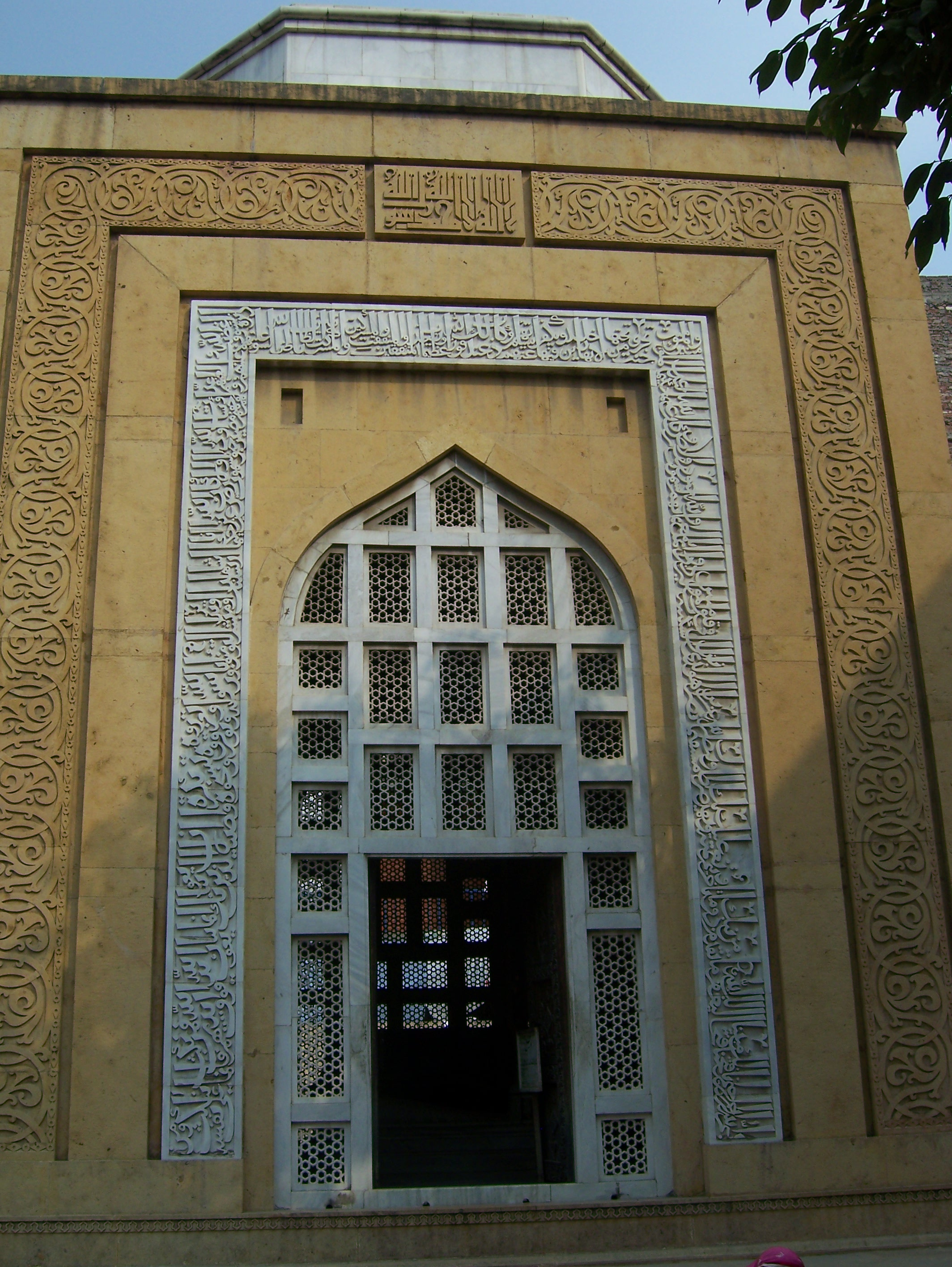
ضريح قطب الدين أيبك, لاهور، باكستان.

- قطب الدين أيبك (1206 - 1210)،عين نائب للسلطان معز الدين محمد الغوري، وهو أول سلطان مسلم للهند، حكم دلهي كعاصمة .
- آرام شاه بن قطب الدين (1210 - 1211)
- شمس الدين التتمش (1211 - 1236)، زوج ابنة قطب الدين أيبك
- ركن الدين فيروز شاه بن التتمش (1236)
- جلالة الدين رضية الدين بكوم بنت إلتمش (1236 - 1240)
- معز الدين بهرام شاه بن التتمش (1240 - 1242)
- علاء الدين مسعود شاه بن ركن الدين (1242 - 1246)
- ناصر الدين محمود شاه بن ناصر الدين محمد بن إلتمش (1246 - 1266)
- غياث الدين بلبن ألغ خان (1266 - 1287) زوج ابنة السلطان ناصر الدين محمود
- معز الدين كيقباذ بن بغرا خان بن بلبن (1287 - 1290) حفيد بلبن وناصر الدين
- شمس الدين كي أومرث بن معز الدين كيقباذ (1290)

### السلالة الخلجية
- جلال الدين خلجي فيروز شاه بن يغرش.(1290–1296)
- علاء الدين محمد شاه علي كارشسب بن مسعود بن يغرش(1296–1316)
- شهاب الدين عمر شاه بن محمد شاه (1316)
- قطب الدين مبارك شاه بن محمد شاه (1316-1320)
  - خسرو خان (1320) (ليس من الخلجيين استولي على العرش حوالي خمسة أشهر فقط)

### السلالة التغلقية
- غياث الدين تغلق الأول (1321 - 1325)
- فخر الدين محمد شاه بن تغلق (1325 - 1351)
- فيروز شاه تغلق (1351 - 1388)
- غياث الدين تغلق الثاني بن فتح خان بن فيروز شاه (1388 - 1389)
- أبو بكر خان بن ظفر خان بن فيروز شاه (1389 - 1390)
- ناصر الدين والدنيا محمد شاه بن فيروز شاه (1390 - 1393)
- علاء الدين سكندر شاه بن محمد شاه بن فيروز شاه -همايون خان (مارس- أبريل 1394)
- ناصر الدين نصرت شاہ تغلق ابن فتح خان ابن فيروز شاہ حكم الغرب من فيروزأباد (1394-1398)
- ناصر الدين محمود شاه بن محمد شاه بن فيروز شاه (1394 - 1413) حكم الشرق من دلهي حتى 1398

### بنو سيد
| اسم الحاكم                      | بداية حكمه | نهاية حكمه |
| ------------------------------- | ---------- | ---------- |
| خضر خان بن شرف الدين بن سليمان  | 1414م      | 1421م      |
| مبارك شاه بن خضر خان            | 1421م      | 1434م      |
| محمد شاه بن فريد خان بن خضر خان | 1434م      | 1443م      |
| علاء الدين شاه بن محمد شاه      | 1443م      | 1451م      |

### سلالة لودهي
- بهلول اللودهي (1451–1489)
- سكندر بن بهلول اللودهي (1489–1517)
- إبراهيم بن سكندر اللودهي (1517–1526)، هزمه ظهير الدين بابر في معركة بانيبات الأولي في 20 أبريل 1526

## الحكام
| 1  | ظهير الدين محمد بابر (أ)                                              | بابر                                       | 30 أبريل 1526م.                            | 26 ديسمبر 1530م.                           | حدائق بابر                                 |                                            |                                            |
| 2  | نصير الدين محمد همايون بن بابر(ب)                                     | همايون                                     | 26 ديسمبر 1530م 22 فبراير 1555م.           | 17 مايو 1540م 27 يناير 1556م.              |                                            |                                            |                                            |
|    | فترة حكم الصوريين من 1540م حتى 1555م.                                 |                                            |                                            |                                            |                                            |                                            |                                            |
| 3  | أبو الفتح جلال الدين محمد أكبر بن همايون                              | جلال الدين                                 | 27 يناير 1556م.                            | 27 أكتوبر 1605م.                           | مزار أكبر                                  |                                            |                                            |
| 4  | أبو المظفر نور الدين محمد جهانكير بن محمد أكبر                        | جيهانكير                                   | 15 أكتوبر 1605م.                           | 8 نوفمبر 1627م.                            | قبر جيهانكير                               |                                            |                                            |
|    | دوار بخش بن خسرو بن جهانكير                                           |                                            | 12 نوفمبر 1627م.                           | 30 ديسمبر 1627م.                           | —                                          |                                            |                                            |
| 5  | شهاب الدين شاهجهان خُرَّم بن جهانكير                                     |                                            | 30 ديسمبر 1627م.                           | 8 مارس 1658م.                              |                                            |                                            |                                            |
| —  | حكم أبناء شاهجهان بعد وفاته إمارات متفرقة                             | حكم أبناء شاهجهان بعد وفاته إمارات متفرقة  | حكم أبناء شاهجهان بعد وفاته إمارات متفرقة  | حكم أبناء شاهجهان بعد وفاته إمارات متفرقة  | حكم أبناء شاهجهان بعد وفاته إمارات متفرقة  | حكم أبناء شاهجهان بعد وفاته إمارات متفرقة  | حكم أبناء شاهجهان بعد وفاته إمارات متفرقة  |
|    | مراد بخش بن شاهجهان                                                   |                                            | 1658م.                                     | 1661م.                                     | قلعہ گوالیار                               |                                            |                                            |
|    | شاهشجاع بن شاهجهان                                                    |                                            | 1658م.                                     | 1659م.                                     | —                                          |                                            |                                            |
|    | داراشُكوه بن شاهجهان                                                   |                                            | 1658م.                                     | 1659م.                                     |                                            |                                            |                                            |
| —  | على كامل البلاد                                                       | على كامل البلاد                            | على كامل البلاد                            | على كامل البلاد                            | على كامل البلاد                            | على كامل البلاد                            | على كامل البلاد                            |
| 6  | أبو المظفر محيي الدين محمد أورنكزيب عالمكير بن محمد شاهجهان           |                                            | 31 يوليو 1658م.                            | 3 مارس 1707م.                              |                                            |                                            |                                            |
| —  | حكم أبناء أورنكزيب بعد وفاته إمارات متفرقة                            | حكم أبناء أورنكزيب بعد وفاته إمارات متفرقة | حكم أبناء أورنكزيب بعد وفاته إمارات متفرقة | حكم أبناء أورنكزيب بعد وفاته إمارات متفرقة | حكم أبناء أورنكزيب بعد وفاته إمارات متفرقة | حكم أبناء أورنكزيب بعد وفاته إمارات متفرقة | حكم أبناء أورنكزيب بعد وفاته إمارات متفرقة |
|    | أعظم شاه بن أورنكزيب                                                  |                                            | 13 مارس 1707م.                             | 8 يونيو 1707م.                             |                                            |                                            |                                            |
|    | كام بخش بن أورنكزيب                                                   |                                            | أبريل 1707م.                               | 13 يناير 1709م.                            |                                            |                                            |                                            |
| —  | على كامل البلاد                                                       | على كامل البلاد                            | على كامل البلاد                            | على كامل البلاد                            | على كامل البلاد                            | على كامل البلاد                            | على كامل البلاد                            |
| 7  | أبو النصر قطب الدين محمد معظم شاه عالم بهادر بن أورنكزيب              |                                            | 19 يونيو 1707م.                            | 27 فبراير 1712م.                           | مسجد الموتى                                |                                            |                                            |
|    | عظيم الشأن محمد عظيم بن شاه عالم بهادر                                |                                            | 1712م.                                     | 1712م.                                     | —                                          |                                            |                                            |
| 8  | أبو الفتح معز الدين محمد جهان دار شاه عالم بهادر                      |                                            | 27 فبراير 1712م.                           | 11 يناير 1713م.                            |                                            |                                            |                                            |
| 9  | أبو المظفر جلال الدين محمد فرخ سير بن محمد عظيم                       |                                            | 28 فبراير 1713م.                           | 11 يناير 1719م.                            |                                            |                                            |                                            |
| 10 | أبو البركات شمس الدين رفيع الدرجات بن رفيع الشأن بن شاه عالم بهادر    |                                            | 28 فبراير 1719م.                           | 6 يونيو 1719م.                             |                                            |                                            |                                            |
|    | نیک سیر محمد بن محمد أكبر بن أورنكزيب                                 |                                            | 18 مايو 1719م.                             | 13 أغسطس 1719م.                            |                                            |                                            |                                            |
| 11 | رفيع الدولة محمد شاه جهان الثاني بن رفيع الشأن بن شاه عالم بهادر      |                                            | 6 يونيو 1719م.                             | 19 سبتمبر 1719م.                           |                                            |                                            |                                            |
|    | ظاهر الدين أبو الفتح محمد إبراهيم بن رافع الشأن بن شاه عالم بهادر     |                                            | 17 أكتوبر 1720م.                           | 13 نوفمبر 1720م.                           |                                            |                                            |                                            |
| 12 | أبو الفتح روشن اختر ناصر الدين محمد شاه بن جهان شاه بن شاه عالم بهادر |                                            | 27 سبتمبر 1719م.                           | 26 أبريل 1748م.                            |                                            |                                            |                                            |
| 13 | أبو النصر مجاهد الدين أحمد شاه بهادر بن محمد شاه                      |                                            | 26 أبريل 1748م.                            | 2 يونيو 1754م.                             | دلهي                                       |                                            |                                            |
| 14 | عزيز الدين أبو العدل محمد عالمكير الثاني بن جهاندار بن شاه عالم بهادر |                                            | 2 يونيو 1754م.                             | 29 نوفمبر 1759م.                           |                                            |                                            |                                            |
| 15 | محي الدين شاه جهان الثالث بن محي الدين محمد بن كام بخش بن أورنكزيب    |                                            | 10 ديسمبر 1759م.                           | 10 أكتوبر 1760م.                           | —                                          |                                            |                                            |
| 16 | أبو المظفر جلال الدين محمد شاه عالم الثاني بن عالمكير الثاني          |                                            | 24 ديسمبر 1759م. 29 أغسطس 1788م.           | 16 أكتوبر 1788م. 19 نوفمبر 1806م.          |                                            |                                            |                                            |
|    | بيدار بخت محمد بن أحمد شاه بهادر                                      |                                            | 29 أغسطس 1788م.                            | 16 أكتوبر 1788م.                           | —                                          |                                            |                                            |
| 17 | أبو النصر معين الدين محمد أكبر شاه عالم الثاني                        |                                            | 19 نوفمبر 1806م.                           | 28 سبتمبر 1837م.                           |                                            |                                            |                                            |
| 18 | أبو المظفر سراج الدين محمد بهادر شاه الثاني بن محمد أكبر الثاني(ج)    |                                            | 12 سبتمبر 1837م.                           | 14 سبتمبر 1857م.                           | داغون، يانغون، بورما                       |                                            |                                            |

## بيت ستيوارت
| ملوك قبل 1707                                               | ملوك قبل 1707 | انظر قائمة ملوك إنجلترا | انظر قائمة ملوك إنجلترا | انظر قائمة ملوك إنجلترا                 | وملوك اسكتلندا |                |
| الاسم ومدة العرش                                            | صورة          | الميلاد                 | الوفاة                  | الزوج                                   | خلفه(ها) | فترة الحكم     |
| آن ما بين 1707-1714 ملكة إنجلترا واسكتلندا ما بين 1702-1707 |               | 6 فبراير 1665           | 1 أغسطس 1714            | جورج من الدنمارك قصر سانت جيمس ابن واحد | إعادة صياغة بيان الاتحاد (قانون التسوية) كانت آن ملكة على إنجلترا واسكتلندا وأيرلندا منذ 8 مارس 1702، وباندماج إنجلترا واسكتلندا صارت أول ملكة لما سمي ببريطانيا العظمى | 7 سنة، 92 يوماً |

## بيت هانوفر
| الاسم ومدة العرش                    | صورة | الميلاد        | الوفاة         | الزوج                                  | خلفه(ها)              | فترة الحكم       |
| ----------------------------------- | ---- | -------------- | -------------- | -------------------------------------- | --------------------- | ---------------- |
| جورج الأول ما بين 1 أغسطس 1714-1727 |      | 28 مايو 1660   | 11 يونيو 1727  | صوفيا دوروثيا من برونزويك              | ابنه                  | 12 سنة، 314 يوماً |
| جورج الثاني ما بين 1727-1760        |      | 30 أكتوبر 1683 | 25 أكتوبر 1760 | كارولين من براندنبورغ-أنسباخ           | ابن أمير ويلز فريدريك | 33 سنة، 136 يوماً |
| جورج الثالث ما بين 1760-1820        |      | 4 يونيو 1738   | 29 يناير 1820  | شارلوت من مكلنبورغ-ستريليتس            | ابنه                  | 59 سنة، 96 يوماً  |
| جورج الرابع ما بين 1820-1830        |      | 12 أغسطس 1762  | 26 يونيو 1830  | آن ماريا فيتزهربرت كارولين من برونزويك | أخوه                  | 10 سنة، 148 يوماً |
| ويليام الرابع ما بين 1830-1837      |      | 21 أغسطس 1765  | 20 يونيو 1837  | أديلايد من ساكس-ماينينغن               | ابنة أخيه إدوارد      | 6 سنة، 359 يوماً  |
| فيكتوريا ما بين 1837-1901           |      | 24 مايو 1819   | 22 يناير 1901  | ألبرت، الأمير الزوج                    | ابنها                 | 63 سنة، 216 يوماً |

## بيت ساكس كوبورغ غوتا
| الاسم ومدة العرش               | صورة | الميلاد       | الوفاة     | الزوج                | خلفه(ها) | فترة الحكم      |
| ------------------------------ | ---- | ------------- | ---------- | -------------------- | -------- | --------------- |
| إدوارد السابع ما بين 1901-1910 |      | 9 نوفمبر 1841 | 6 ماي 1910 | ألكسندرا من الدنمارك | ابنه     | 9 سنة، 104 يوماً |

## بيت ويندسور
| الاسم ومدة العرش                                        | صورة | الميلاد        | الوفاة         | الزوج              | خلفه(ها) | فترة الحكم                 |
| ------------------------------------------------------- | ---- | -------------- | -------------- | ------------------ | -------- | -------------------------- |
| جورج الخامس من 06 مايو 1910 إلى 20 يناير 1936           |      | 3 يونيو 1865   | 20 يناير 1936  | ماري تك            | ابنه     | 25 سنة، 259 يوماً           |
| إدوارد الثامن من 20 يناير إلى 11 ديسمبر 1936            |      | 23 يونيو 1894  | 28 ماي 1972    | واليس دوقة وندسور  | أخوه     | 0 سنة، 326 يوماً            |
| جورج السادس ما بين 11 ديسمبر 1936 إلى 6 فبراير 1952     |      | ديسمبر 1895    | 6 فبراير 1952  | إليزابيث باوز ليون | بنته     | 15 سنة، 57 يوماً            |
| إليزابيث الثانية ما بين 6 فبراير 1952 إلى 8 سبتمبر 2022 |      | 21 أبريل 1926  | 8 سبتمبر 2022  | فيليب دوق إدنبرة   | ابنها    | 70 سنة، 214 يوماً           |
| تشارلز الثالث منذ 8 سبتمبر 2022                         |      | 14 نوفمبر 1948 | على قيد الحياة | كاميلا شاند        | -        | 2 سنوات، و10 شهور، و3 أيام |

## دومينيون الهند (1947–1950)
| ترتيب. | الصورة                          | العاهل (ولادة–وفاة)     | فترة الحكم    | فترة الحكم    | البيت الملكي | رئيس وزراء الهند | الحاكم العام للهند        |
| ترتيب. | الصورة                          | العاهل (ولادة–وفاة)     | استلم المنصب  | ترك المنصب    | البيت الملكي | رئيس وزراء الهند | الحاكم العام للهند        |
| ------ | ------------------------------- | ----------------------- | ------------- | ------------- | ------------ | ---------------- | ------------------------- |
| 1      |                                 | جورج السادس (1895–1952) | 15 أغسطس 1947 | 26 يناير 1950 | بيت وندسور   | جواهر لال نهرو   | لويس مونتباتن (1947–1948) |
| 1      | سي. راجاغوبالاتشاري (1948–1950) | جورج السادس (1895–1952) | 15 أغسطس 1947 | 26 يناير 1950 | بيت وندسور   | جواهر لال نهرو   |                           |

## فهرست فرمانداران کل
| نامقالب:سخ(زاده–درگذشت) | دوره حکومت                 | دوره حکومت            | رویدادهای مهم |
| --- | -------------------------- | --------------------- | --- |
| Before 1773 Governors General of the Presidency of Fort William (Bengal) was named as Governor of Bengal, which was in existence since 1757 to 1772. برای فرمانداران بنگال فهرست فرمانداران بنگال را ببینید. |                            |                       | |
| فرمانداران کل فورت ویلیام (بنگال), ۱۷۷۳–۱۸۳۳ |                            |                       | |
| وارين هاستينغزقالب:سخ(۱۷۳۲–۱۸۱۸) | ۲۰ اکتبرقالب:سخ۱۷۷۳قالب:سخ | ۱ فوریهقالب:سخ۱۷۸۵    | - Regulating Act of 1773 - Supreme Council of Bengal - Supreme Court of Judicature at Fort William (1774) was established - Asiatic Society of Bengal (۱۷۸۴) - Pitt's India Act (۱۷۸۴) - Stopped امپراتوری گورکانی هند pension to شاه عالم دوم - Abolished the Dual System in Bengal - Moved Treasury from مرشدآباد تا کلکته - Bengal Gazette- First Indian newspaper published (در ۱۷۸۰) - First Anglo-Maratha War (۱۷۷۵–۸۲) - Second Anglo-Mysore war (۱۷۸۰–۸۴) - First Rohilla War of 1773–1774 - "Ring fence policy" - Experimentation on land settlements. (۱772-five years settlement, changed to 1 year in ۱۷۷۶) - English Translation of بهگود گیتا by چارلز ویلکینز |
| John Macphersonقالب:سخ(کفیل)قالب:سخ(۱۷۴۵–۱۸۲۱) | ۱ فوریهقالب:سخ۱۷۸۵         | ۱۲ سپتامبرقالب:سخ۱۷۸۶ | |
| چارلز کورن‌والیسقالب:سخ(۱۷۳۸–۱۸۰۵) | ۱۲ سپتامبرقالب:سخ۱۷۸۶      | ۲۸ اکتبرقالب:سخ۱۷۹۳   | - Established lower courts و appellate courts - Permanent Settlement in Bihar و Bengal in 1793 - سومین جنگ انگلیس و میسور (۱۷۹۰–۹۲) - Introduction of Cornwallis Code - Introduction of Civil Services in India - Sanskrit Vidyalaya at Benares (now بنارس) established by Johnathan Duncan(then Governor of بمبئی) - Introduced "Sunset Law" |
| John Shoreقالب:سخ(۱۷۵۱–۱۸۳۴) | ۲۸ اکتبرقالب:سخ۱۷۹۳        | ۱۸ مارسقالب:سخ۱۷۹۸    | - Policy of عدم مداخله - Charter Act of 1793 - Second Rohilla War 1794 - Battle of Kharda between نظام حیدرآباد وامپراتوری مراتا (۱۷۹۵) |
| Alured Clarkeقالب:سخ(کفیل)قالب:سخ(۱۷۴۴–۱۸۳۲) | ۱۸ مارسقالب:سخ۱۷۹۸         | ۱۸ مهقالب:سخ۱۷۹۸      | |
| ریچارد ولزلی، Earl of Morningtonقالب:سخ(۱۷۶۰–۱۸۴۲) | ۱۸ مهقالب:سخ۱۷۹۸           | ۳۰ ژوئیهقالب:سخ۱۸۰۵   | - Introduction of Subsidiary alliance (۱۷۹۸) - Fourth Anglo Mysore War 1799 - Second Anglo-Maratha War (۱۸۰۳–۰۵) - کالج فورت ویلیام (۱۸۰۰) - Raj Bhavan در کلکته was established in 1803 |
| چارلز کورن‌والیسقالب:سخ(۱۷۳۸–۱۸۰۵) | ۳۰ ژوئیهقالب:سخ۱۸۰۵        | ۵ اکتبرقالب:سخ۱۸۰۵    | |
| Sir George Barlow, Btقالب:سخ(کفیل)قالب:سخ(۱۷۶۲–۱۸۴۷) | ۱۰ اکتبرقالب:سخ۱۸۰۵        | ۳۱ ژوئیهقالب:سخ۱۸۰۷   | - Sepoy mutiny at Vellore (The prelude to the شورش‌های ۱۸۵۷ در هند) - Bank of Calcutta (1806) established (later Imperial Bank of India, now بانک مرکزی هند) |
| لرد مینتوقالب:سخ(۱۷۵۱–۱۸۱۴) | ۳۱ ژوئیهقالب:سخ۱۸۰۷        | ۴ اکتبرقالب:سخ۱۸۱۳    | - Charter Act of 1813 - Treaty of Amritsar, 1809 with رانجیت سینگ |
| Francis Rawdon-Hastings, 1st Marquess of Hastingsقالب:سخ(۱۷۵۴–۱۸۲۶) | ۴ اکتبرقالب:سخ۱۸۱۳         | ۹ ژانویهقالب:سخ۱۸۲۳   | - Ended the policy of Non-intervention - Third Anglo-Maratha War (۱۸۱۶–۱۸۱۸) - Treaty of Sugauli (۱۸۱۶) - Creation of Bombay Presidency in 1818 - Establishment of Ryotwari System in Madras (۱۸۲۰) - Establishment of Mahalwari System in Northern India (۱۸۲۲) - Hindu College (now Presidency University) at کلکته in 1817 - The Pindari War (1817–1818) (Complete Destruction of the Pindari Clan of India) - General Committee of Public Instruction was formed in 1823 |
| جان آدامقالب:سخ(کفیل)قالب:سخ(۱۷۷۹–۱۸۲۵) | ۹ ژانویهقالب:سخ۱۸۲۳        | ۱ آگوستقالب:سخ۱۸۲۳    | - Licensing Regulations - Calcutta Unitarian Committee established by The Great Raja Ram Mohan Roy |
| ویلیام آمهرستقالب:سخ(۱۷۷۳–۱۸۵۷) | ۱ آگوستقالب:سخ۱۸۲۳         | ۱۳ مارسقالب:سخ۱۸۲۸    | - First Anglo-Burmese War (1824–26) (East India Company crushes Burmese King Bagyidaw و annexes آسام، مانیپور، Arakan و Tenasserim) - Establishment of Sanskrit College at Calcutta (۱۸۲۴) - Treaty of Yandabo, 1826 (East India Company humiliates و extracts 1 million Pounds from the Burmese King Bagyidaw) |
| William Butterworth Bayleyقالب:سخ(کفیل)قالب:سخ(۱۷۸۲–۱۸۶۰) | ۱۳ مارسقالب:سخ۱۸۲۸         | ۴ ژوئیهقالب:سخ۱۸۲۸    | |
| فرماندار کل هند، ۱۸۳۳–۱۸۵۸ |                            |                       | |
| Lord William Bentinckقالب:سخ(۱۷۷۴–۱۸۳۹) | ۴ ژوئیهقالب:سخ۱۸۲۸         | ۲۰ مارسقالب:سخ۱۸۳۵    | - اولین نایب‌السلطنه هند - Bengal Sati Regulation, 1829 - Mahalwari System in Central India,Punjab و Western UP. - Saint Helena Act 1833 or Charter Act, 1833 (Christian Missionaries get Exclusive rights to spread مسیحیت in British India which included the present day پاکستان) - Kol Rebellion in 1831 - English Education Act 1835 - Medical College و Hospital, Kolkata (۱۸۳۵) |
| Charles Metcalfe, Btقالب:سخ(کفیل)قالب:سخ(۱۷۸۵–۱۸۴۶) | ۲۰ مارسقالب:سخ۱۸۳۵         | ۴ مارسقالب:سخ۱۸۳۶     | - Repealed 1823 Licensing Regulations - Known as Liberator of India Press - Establishment of کتابخانه ملی هند (currently known as National Library of India) |
| The Lord Aucklandقالب:سخ(۱۷۸۴–۱۸۴۹) | ۴ مارسقالب:سخ۱۸۳۶          | ۲۸ فوریهقالب:سخ۱۸۴۲   | - Tripartite Treaty in 1838 between کمپانی هند شرقی بریتانیا، شاه شجاع درانی (a cruel Afghan traitor) و رانجیت سینگ against دوست‌محمدخان. - The جنگ اول افغان و انگلیس (British Army massacred by the strong Afghan army و militia during the الانسحاب من كابول 1842-worst British Military disaster) - Bank of Bombay (1840) established (later Imperial Bank of India, now بانک مرکزی هند) - First Bengali daily newspaper Sambad Prabhakar was published in 1839 - Tattwabodhini Sabha was formed by Debendranath Tagore in 1839 |
| The Lord Ellenboroughقالب:سخ(۱۷۹۰–۱۸۷۱) | ۲۸ فوریهقالب:سخ۱۸۴۲        | ژوئنقالب:سخ۱۸۴۴       | - Gwalior War (1843) (British Crush Marathas once و for all) - Bank of Madras (1843) established (later Imperial Bank of India, now بانک مرکزی هند) |
| William Wilberforce Birdقالب:سخ(کفیل)قالب:سخ(۱۷۸۴–۱۸۵۷) | ژوئنقالب:سخ۱۸۴۴            | ۲۳ ژوئیهقالب:سخ۱۸۴۴   | |
| Henry Hardingeقالب:سخ(۱۷۸۵–۱۸۵۶) | ۲۳ ژوئیهقالب:سخ۱۸۴۴        | ۱۲ ژانویهقالب:سخ۱۸۴۸  | - The حرب السيخ الأولى (۱۸۴۵–۴۶) (امپراتوری بریتانیا crushes the امپراتوری سیک و confiscate major portion of its territory) - Treaty of Lahore(۱۸۴۶) (کمپانی هند شرقی بریتانیا confiscate کشمیر from the امپراتوری سیک و sell it to Raja of Jammu for 75 lakh rupees) - Establishment of Roorkee Engineering College (1847) |
| The Earl of Dalhousieقالب:سخ(۱۸۱۲–۱۸۶۰) | ۱۲ ژانویهقالب:سخ۱۸۴۸       | ۲۸ فوریهقالب:سخ۱۸۵۶   | - عقيدة الانقضاء ‏ - Bethune Collegiate School (1849) (was also known as Calcutta Female School) was established by John Elliot Drinkwater Bethune - Charles Wood Despatch (۱۸۵۴) - Establishment of summer capital at شیملا - Second Anglo-Burmese War (1852) (The sole aim of Dalhousie was to humiliate و annex more of Burmese Territories. Burma was attacked unprovoked) - First Passenger train between Bombay و Thane (۱۸۵۳) ‏ - First telegraph Line was laid between Diamond Harbour to Calcutta. (۱۸۵۱) - Post Office Act, 1854 - Established Public Works Department (۱۸۵۴) - The حرب السيخ الثانية (1848–1849) (The British completely crush امپراتوری سیک) - Santhal Rebellion (۱۸۵۵) (۱5000 Santhals were brutally killed by the British Army while crushing the rebellion. elephants were used to destroy Santhal Dwellings) |
| The Viscount Canningقالب:سخ(۱۸۱۲–۱۸۶۲) | ۲۸ فوریهقالب:سخ۱۸۵۶        | ۳۱ اکتبرقالب:سخ۱۸۵۸   | - Hindu Widows' Remarriage Act, 1856 - شورش‌های ۱۸۵۷ در هند - دانشگاه کلکته، دانشگاه مومبای، و دانشگاه مدرس هند were set up in 1857 |
| فرماندار کل و نایب‌السلطنه هند، ۱۸۵۸–۱۹۴۷ |                            |                       | |
| The Viscount Canningقالب:سخ(۱۸۱۲–۱۸۶۲) | ۱ نوامبرقالب:سخ۱۸۵۸        | ۲۱ مارسقالب:سخ۱۸۶۲    | - The Government of India Act, 1858 - System of Budget introduced - Formation of Imperial Civil Services - Indigo Revolt in Bengal in 1859-60 - Enactment of Indian Penal Code in 1860 |
| The Earl of Elginقالب:سخ(۱۸۱۱–۱۸۶۳) | ۲۱ مارسقالب:سخ۱۸۶۲         | ۲۰ نوامبرقالب:سخ۱۸۶۳  | - Establishment of Calcutta High Court (2 ژوئیه), Bombay High Court (14 آگوست) و Madras High Court (15 آگوست) in 1862 |
| Robert Napierقالب:سخ(کفیل)قالب:سخ(۱۸۱۰–۱۸۹۰) | ۲۱ نوامبرقالب:سخ۱۸۶۳       | ۲ دسامبرقالب:سخ۱۸۶۳   | |
| William Denisonقالب:سخ(کفیل)قالب:سخ(۱۸۰۴–۱۸۷۱) | ۲ دسامبرقالب:سخ۱۸۶۳        | ۱۲ ژانویهقالب:سخ۱۸۶۴  | |
| Sir John Lawrence, Btقالب:سخ(۱۸۱۱–۱۸۷۹) | ۱۲ ژانویهقالب:سخ۱۸۶۴       | ۱۲ ژانویهقالب:سخ۱۸۶۹  | - Bhutan War (1864–65) (The امپراتوری بریتانیا crushed an army-less بوتان و annexed آسام وبنگال Duars) - Establishment of شیملا as India's summer capital in 1863 - The Tabernacle of New Dispensation, a new Church established by Keshub Chandra Sen - Establishment of محكمة الله أباد العليا in 1866 |
| The Earl of Mayoقالب:سخ(۱۸۲۲–۱۸۷۲) | ۱۲ ژانویهقالب:سخ۱۸۶۹       | ۸ فوریهقالب:سخ۱۸۷۲    | - Assassinated by a Pathan Sher Ali Afridi - Started the Census. - Opening of Rajkumar college in Rajkot ومهo College at Ajmer for political training of Indian Princes - Started Financial decentralization - Enacted IPC amendment-Sedition Act 1870 to tackle jihadist wahabi movement - Keshub Chandra Sen establishes Indian Reform Association |
| Sir John Stracheyقالب:سخ(کفیل)قالب:سخ(۱۸۲۳–۱۹۰۷) | ۹ فوریهقالب:سخ۱۸۷۲         | ۲۳ فوریهقالب:سخ۱۸۷۲   | |
| The Lord Napierقالب:سخ(کفیل)قالب:سخ(۱۸۱۹–۱۸۹۸) | ۲۴ فوریهقالب:سخ۱۸۷۲        | ۳ مهقالب:سخ۱۸۷۲       | |
| The Lord Northbrookقالب:سخ(۱۸۲۶–۱۹۰۴) | ۳ مهقالب:سخ۱۸۷۲            | ۱۲ آوریلقالب:سخ۱۸۷۶   | - Jyotiba Phule launches The Satyashodhak Samaj in مهاراشترا in 1873 against the ورن (هندوئیسم) وحظر المساس. - Dramatic Performances Act, 1876 |
| The Lord Lyttonقالب:سخ(۱۸۳۱–۱۸۹۱) | ۱۲ آوریلقالب:سخ۱۸۷۶        | ۸ ژوئنقالب:سخ۱۸۸۰     | - Vernacular Press Act, 1878 - الحرب الإنجليزية الأفغانية الثانية, (۱۸۷۸–۸۰) - 1st Delhi Durbar out of 3 - Queen Victoria assuming the title of 'Empress of India' |
| The Marquess of Ripon (Pro-Indian Viceroy of India)قالب:سخ(۱۸۲۷–۱۹۰۹) | ۸ ژوئنقالب:سخ۱۸۸۰          | ۱۳ دسامبرقالب:سخ۱۸۸۴  | - First Factory Act (۱۸۸۱) - Repeal of the Vernacular Press Act (۱۸۸۲) - Ilbert Bill (۱۸۸۳) - Government resolution on local self-government (۱۸۸۲) - Appointment of Education Commission under Sir William Hunter |
| The Earl of Dufferinقالب:سخ(۱۸۲۶–۱۹۰۲) | ۱۳ دسامبرقالب:سخ۱۸۸۴       | ۱۰ دسامبرقالب:سخ۱۸۸۸  | - کنگره ملی هند (۱۸۸۵) - الحرب الأنجلو بورمية الثالثة (۱۸۸۵) |
| هنري بيتي فيتزموريس ‏قالب:سخ(۱۸۴۵–۱۹۲۷) | ۱۰ دسامبرقالب:سخ۱۸۸۸       | ۱۱ اکتبرقالب:سخ۱۸۹۴   | - Indian Council Act 1892 - Factory Act 1891 - Setting up of خط دیورند in 1893 (India-Afghanistan) |
| The Earl of Elgin (۱۸۴۹–۱۹۱۷) | ۱۱ اکتبرقالب:سخ۱۸۹۴        | ۶ ژانویهقالب:سخ۱۸۹۹   | - Establishment of Ramkrishna Mission by ویوکاناندا در Belur Math in 1897 |
| جرج کرزنقالب:سخ(۱۸۵۹–۱۹۲۵) | ۶ ژانویهقالب:سخ۱۸۹۹        | ۱۸ نوامبرقالب:سخ۱۹۰۵  | - Partition of Bengal (۱۹۰۵) - Official Secrets Act 1904 to curb free press - 2st Delhi Durbar out of ۳ (۱۹۰۳) - Appointment of Police Commission under Sir Andrew Frazer - Appointment of Raleigh University Commission (۱۹۰۲) - Passing of Indian Universities Act 1904 - 2nd Swadeshi Movement (1905–1911) against Partition of Bengal by Lal-Bal-Pal-سری اوروبیندو) - Establishment of هيئة المسح الأثري الهندي - Benaras Hindu Girl's School was established by آنی بسانت in 1904 - (He said, "India is the pivot of our Empire.... If the Empire loses any other part of its Dominion we can survive, but if we lose India, the sun of our Empire will have set."قالب:سخ |
| The Earl of Mintoقالب:سخ(۱۸۴۵–۱۹۱۴) | ۱۸ نوامبرقالب:سخ۱۹۰۵       | ۲۳ نوامبرقالب:سخ۱۹۱۰  | - Morley-Minto Reforms 1909 or The Indian Councils Act 1909 - Split in Congress in 1907 - Seditious meetings (prohibition) Act 1907 to curb extremist movement - Establishment of مسلم لیگ by آقاخان سوم (۱۹۰۶) - Indian Press Act, 1910 - جمشیدجی تاتا established تاتا استیل in 1907 |
| The Lord Hardinge of Penshurstقالب:سخ(۱۸۵۸–۱۹۴۴) | ۲۳ نوامبرقالب:سخ۱۹۱۰       | ۴ آوریلقالب:سخ۱۹۱۶    | - Third Delhi Durbar (۱۹۱۱) - Transfer of capital from کلکته تا دهلی (۱۹۱۱) - Partition of Bengal to form Bihar province (۱۹۱۲) - خط مک‌ماهون was created between India و China in 1914 - Ghadar Mutiny (۱۹۱۵) |
| The Lord Chelmsfordقالب:سخ(۱۸۶۸–۱۹۳۳) | ۴ آوریلقالب:سخ۱۹۱۶         | ۲ آوریلقالب:سخ۱۹۲۱    | - Formation of Indian Home Rule Movement (۱۹۱۶) - ميثاق لكناو (۱۹۱۶) - Montagu-Chelmsford Reforms (۱۹۱۹) - Government of India Act 1919 - rowlatt act ‏ (۱۹۱۹) - کشتار جلیان‌والا باغ (۱۹۱۹) - Imperial Bank of India (now بانک مرکزی هند established in 192۱) |
| روفکس آیزکسقالب:سخ(۱۸۶۰–۱۹۳۵) | ۲ آوریلقالب:سخ۱۹۲۱         | ۳ آوریلقالب:سخ۱۹۲۶    | - تمرد مليبار (also known as Moplah Rebellion), first Ethnic Rebellion (۱۹۲۱) - Non-cooperation movement (۱۹۲۱–۲۲) - رابیندرانات تاگور founded دانشگاه ویسو بهاراتی in 1921 - Chauri Chaura incident (۱۹۲۲) |
| ادوارد وودقالب:سخ(۱۸۸۱–۱۹۵۹) | ۳ آوریلقالب:سخ۱۹۲۶         | ۱۸ آوریلقالب:سخ۱۹۳۱   | - Simon Commission (۱۹۲۸) - Nehru Report (۱۹۲۸) - Death of لالا لاجبات راي (۱۹۲۸) - نقاط جناح الأربعة عشر (۱۹۲۹) - بورنا سواراج declaration (۱۹۲۹) - رژه نمک (۱۹۳۰) - Dharasana Satyagraha (۱۹۳۰) - First Round Table Conference (۱۹۳۰) - خطاب الله آباد (۱۹۳۰) - Chittagong armoury raid in 1930 - Gandhi–Irwin Pact (۱۹۳۱) - Execution of بگت سینگ، Shivaram Rajguru, و سوکدیو شاپاژ (۱۹۳۱) |
| The Earl of Willingdonقالب:سخ(۱۸۶۶–۱۹۴۱) | ۱۸ آوریلقالب:سخ۱۹۳۱        | ۱۸ آوریلقالب:سخ۱۹۳۶   | - Poona Pact between مهاتما گاندی وبهیمراو رامجی آمبدکار in 1932 - إعلان باكستان (۱۹۳۳) - Government of India Act 1935 - بنك الاحتياطي الهندي established by passing The Reserve Bank of India Act 1934. - Foundation of Congress Socialist Party in 1934 |
| ویکتور هوپقالب:سخ(۱۸۸۷–۱۹۵۲) | ۱۸ آوریلقالب:سخ۱۹۳۶        | ۱ اکتبرقالب:سخ۱۹۴۳    | - Indian provincial elections (۱۹۳۷) - هند در جنگ جهانی دوم (۱۹۳۹) - Day of Deliverance (۱۹۳۹) - قرار لاهور (۱۹۴۰) - Cripps Mission (۱۹۴۲) - Formation of الفيلق الهندي (۱۹۴۲) - Quit India movement (۱۹۴۲) - Formation of الجيش الوطني الهندي (۱۹۴۲) - قحطی ۱۹۴۳ بنگال (۱۹۴۳) |
| آرچیبالد ویولقالب:سخ(۱۸۸۳–۱۹۵۰) | ۱ اکتبرقالب:سخ۱۹۴۳         | ۲۱ فوریهقالب:سخ۱۹۴۷   | - C. R. formula (۱۹۴۴) - Simla Conference (۱۹۴۵) - Cabinet Mission (۱۹۴۶) - Interim Government was formed in 1946 - يوم الحراك المباشر (۱۹۴۶) - Royal Indian Navy mutiny (۱۹۴۶) |
| لوئیس مونتباتنقالب:سخ(۱۹۰۰–۱۹۷۹) | ۲۱ فوریهقالب:سخ۱۹۴۷        | ۱۵ آگوستقالب:سخ۱۹۴۷   | - Indian Independence Act 1947 |
| فرماندار کل حاکمیت هند، ۱۹۴۷–۱۹۵۰ |                            |                       | |
| لوئیس مونتباتنقالب:سخ(۱۹۰۰–۱۹۷۹) | ۱۵ آگوستقالب:سخ۱۹۴۷        | ۲۱ ژوئنقالب:سخ۱۹۴۸    | |
| سي. راجاغوبالاتشاريقالب:سخ(۱۸۷۸–۱۹۷۲) | ۲۱ ژوئنقالب:سخ۱۹۴۸         | ۲۶ ژانویهقالب:سخ۱۹۵۰  | |

توضیحات
قالب:پانویس

### الحكومة المؤقتة لاستقلال الهند
| # | اسم                        | لَوحَة | مدة الولاية | مدة الولاية | الحزب السياسي | نائب الرئيس                |
| - | -------------------------- | ---- | ----------- | ----------- | ------------- | -------------------------- |
| 1 | ماهيندرا براتاب            |      | 1915        | 1919        |               | عبد الحافظ محمد بركات الله |
| 2 | عبد الحافظ محمد بركات الله |      | 1919        | 1919        |               | ماهيندرا براتاب            |

### رئيس المجلس التنفيذي
| # | اسم            | لَوحَة | مدة الولاية | مدة الولاية | الحزب السياسي         |
| - | -------------- | ---- | ----------- | ----------- | --------------------- |
| 1 | جواهر لال نهرو |      | 1928        | 1941        | المؤتمر الوطني الهندي |

### سوبهاس تشاندرا بوس الحكومة المؤقتة حتى استقلال الهند
| #                     | اسم                   | لَوحَة                  | مدة الولاية           | مدة الولاية           | الحزب السياسي         | نائب الرئيس                                                   |
| الحكومة المؤقتة للهند | الحكومة المؤقتة للهند | الحكومة المؤقتة للهند | الحكومة المؤقتة للهند | الحكومة المؤقتة للهند | الحكومة المؤقتة للهند | الحكومة المؤقتة للهند                                         |
| --------------------- | --------------------- | --------------------- | --------------------- | --------------------- | --------------------- | ------------------------------------------------------------- |
| 1                     | سوبهاس تشاندرا بوس    |                       | 1941                  | 1945                  | India                 | موهان سينغ وإيوايتشي فوجيوارا مؤسسا الجيش الوطني الهندي الأول |

### رئيس المجلس التنفيذي
| # | اسم            | لَوحَة | مدة الولاية | مدة الولاية   | الحزب السياسي         |
| - | -------------- | ---- | ----------- | ------------- | --------------------- |
| 1 | جواهر لال نهرو |      | 1945        | 15 أغسطس 1947 | المؤتمر الوطني الهندي |

### الحاكم العام
الحاكم العام للهند هو ممثل الملك في الهند ويمارس أغلب صلاحيات الملك، يُعين الحاكم لمدة غير محدودة وبناء على استشارة من مجلس وزراء الاتحاد.
| ترتيب.                                           | الصورة                                           | الحاكم العام (ميلاد–وفاة)                        | فترة الحكم                                       | فترة الحكم                                       | رئيس وزراء الهند                                 |                                                  |
| ترتيب.                                           | الصورة                                           | الحاكم العام (ميلاد–وفاة)                        | استلم المنصب                                     | ترك المنصب                                       | رئيس وزراء الهند                                 |                                                  |
| عينه جورج السادس (1947–1950) (اعتباره ملك الهند) | عينه جورج السادس (1947–1950) (اعتباره ملك الهند) | عينه جورج السادس (1947–1950) (اعتباره ملك الهند) | عينه جورج السادس (1947–1950) (اعتباره ملك الهند) | عينه جورج السادس (1947–1950) (اعتباره ملك الهند) | عينه جورج السادس (1947–1950) (اعتباره ملك الهند) | عينه جورج السادس (1947–1950) (اعتباره ملك الهند) |
| ------------------------------------------------ | ------------------------------------------------ | ------------------------------------------------ | ------------------------------------------------ | ------------------------------------------------ | ------------------------------------------------ | ------------------------------------------------ |
| 1                                                |                                                  | لويس مونتباتن (1900–1979)                        | 15 أغسطس 1947                                    | 21 يونيو 1948                                    | جواهر لال نهرو                                   |                                                  |
| 2                                                |                                                  | سي. راجاغوبالاتشاري (1878–1972)                  | 21 يونيو 1948                                    | 26 يناير 1950                                    | جواهر لال نهرو                                   |                                                  |

## القائمة
| مفتاح الألوان المؤتمر الوطني الهندي (INC) (8) Janata Party (JP) (1) حزب بهاراتيا جاناتا (BJP) (2) مستقل (IND) (4) رئيس ممثل (3) | مفتاح الرموز - RES استقال - † توفي في المنصب |

| #                                                                     | اسم                                     | لَوحَة | مدة الولاية    | مدة الولاية                      | حزب سياسي منتخب!     | نائب الرئيس                |                                  |
| --------------------------------------------------------------------- | --------------------------------------- | ---- | -------------- | -------------------------------- | -------------------- | -------------------------- | -------------------------------- |
| 1                                                                     | راجندرا براساد (1884–1963)              |      | 26 يناير 1950  | 13 مايو 1962                     | 1950 1952 ‏ 1955 1957 | المؤتمر الوطني الهندي      | سارفيبالي رادهاكريشنان           |
| 2                                                                     | السير سارفيبالي راداكريشنان (1888–1975) |      | 13 مايو 1962   | 13 مايو 1967                     | 1962 1965            | مستقل                      | ذاكر حسين                        |
| 3                                                                     | ذاكر حسين (1897–1969)                   |      | 13 مايو 1967   | 3 مايو 1969 (died in office.)    | 1967                 | مستقل                      | في. في. جيري                     |
| 4                                                                     | في. في. جيري (1894–1980)                |      | 3 مايو 1969    | 20 يوليو 1969                    | 1969                 | مستقل                      | في. في. جيري                     |
| 5                                                                     | محمد هداية الله (1905–1992)             |      | 20 يوليو 1969  | 24 أغسطس 1969                    | 1969                 | مستقل                      | في. في. جيري                     |
| (4)                                                                   | في. في. جيري (1894–1980)                |      | 24 أغسطس 1969  | 24 أغسطس 1973                    | 1969                 | مستقل                      | جوبال سواروب باتاك               |
| –                                                                     | جوبال سواروب باتاك (1896–1982)          |      | 24 أغسطس 1973  | 24 أغسطس 1973                    | –                    | مستقل                      | جوبال سواروب باتاك               |
| (4)                                                                   | في. في. جيري (1894–1980)                |      | 24 أغسطس 1973  | 24 أغسطس 1974                    | –                    | مستقل                      | Gopal Swarup Pathak              |
| 6                                                                     | فخر الدين علي أحمد (1905–1977)          |      | 24 أغسطس 1974  | 11 فبراير 1977 (died in office.) | 1974 ‏                | حزب المؤتمر الوطني (الهند) | جوبال سواروب باثاك بي دي جاتي    |
| 7                                                                     | ب. د. جاتي (1912–2002)                  |      | 11 فبراير 1977 | 25 يوليو 1977                    | —                    | المؤتمر الوطني الهندي      | ب. د. جاتي                       |
| 8                                                                     | نيلام سانجيفا ريدي (1913–1996)          |      | 25 يوليو 1977  | 25 يوليو 1982                    | 1977                 | حزب جاناتا                 | ب. د. جاتي محمد هداية الله       |
| 9                                                                     | جياني زيل سينغ (1916–1994)              |      | 25 يوليو 1982  | 25 يوليو 1983                    | 1982 ‏                | المؤتمر الوطني الهندي      | محمد هداية الله                  |
| (5)                                                                   | محمد هداية الله (1905–1992)             |      | 25 يوليو 1983  | 25 يوليو 1983                    | —                    | المؤتمر الوطني الهندي      | محمد هداية الله                  |
| (9)                                                                   | جياني زيل سينغ (1916–1994)              |      | 25 يوليو 1983  | 25 يوليو 1984                    | —                    | المؤتمر الوطني الهندي      | محمد هداية الله                  |
| (5)                                                                   | محمد هداية الله (1905–1992)             |      | 25 يوليو 1984  | 25 يوليو 1984                    | —                    | المؤتمر الوطني الهندي      | محمد هداية الله                  |
| (9)                                                                   | جياني زيل سينغ (1916–1994)              |      | 25 يوليو 1984  | 25 يوليو 1987                    | 1984                 | المؤتمر الوطني الهندي      | راماسوامي فينكاتارامان           |
| 10                                                                    | ر. فينكاتارامان (1910–2009)             |      | 25 يوليو 1987  | 25 يوليو 1992                    | 1987                 | المؤتمر الوطني الهندي      | شانكار دايال شارما               |
| 11                                                                    | شانكار دايال شارما (1918–1999)          |      | 25 يوليو 1992  | 25 يوليو 1997                    | 1992                 | المؤتمر الوطني الهندي      | ك. ر. نارايانان                  |
| 12                                                                    | ك. ر. نارايانان (1920–2005)             |      | 25 يوليو 1997  | 25 يوليو 2000                    | 1997 ‏                | المؤتمر الوطني الهندي      | كريشان كانت                      |
| –                                                                     | كريشان كانت (1927–2002)                 |      | 25 يوليو 2000  | 25 يوليو 2000                    | –                    | المؤتمر الوطني الهندي      | كريشان كانط                      |
| (12)                                                                  | ك. ر. نارايانان (1920–2005)             |      | 25 يوليو 2000  | 25 يوليو 2002                    | –                    | المؤتمر الوطني الهندي      | كريشان كانت                      |
| 13                                                                    | أ. ب. ج. عبد الكلام (1931–2015)         |      | 25 يوليو 2002  | 25 يوليو 2003                    | 2002                 | مستقل                      | كريشان كانت بهايرون سينغ شيكاوات |
| –                                                                     | بهايرون سينغ شيكاوات (1923–2010)        |      | 25 يوليو 2003  | 25 يوليو 2003                    | –                    | مستقل                      | بهايرون سينغ شيكاوات             |
| (13)                                                                  | أ. ب. ج. عبد الكلام (1931–2015)         |      | 25 يوليو 2003  | 25 يوليو 2007                    | –                    | مستقل                      | بهايرون سينغ شيكاوات             |
| 14                                                                    | براتيبا باتيل (1934–)                   |      | 25 يوليو 2007  | 25 يوليو 2010                    | 2007                 | المؤتمر الوطني الهندي      | محمد حامد أنصاري                 |
| –                                                                     | محمد حامد أنصاري(1937–)                 |      | 25 يوليو 2010  | 25 يوليو 2010                    | –                    | المؤتمر الوطني الهندي      | محمد حامد أنصاري                 |
| (14)                                                                  | براتيبا باتيل (1934–)                   |      | 25 يوليو 2010  | 25 يوليو 2012                    | –                    | المؤتمر الوطني الهندي      | محمد حامد أنصاري                 |
| 15                                                                    | براناب موخيرجي (1935–2020)              |      | 25 يوليو 2012  | 25 يوليو 2016                    | 2012                 | حزب المؤتمر الوطني (الهند) | محمد حامد أنصاري                 |
| –                                                                     | محمد حامد أنصاري(1937–)                 |      | 25 يوليو 2016  | 25 يوليو 2016                    | –                    | المؤتمر الوطني الهندي      | محمد حامد أنصاري                 |
| (15)                                                                  | براناب موخيرجي (1935–2020)              |      | 25 يوليو 2016  | 25 يوليو 2017                    | –                    | حزب المؤتمر الوطني (الهند) | Mohammad Hamid Ansari            |
| 16                                                                    | رام ناث كوفيند (1945–)                  |      | 25 يوليو 2017  | 25 يوليو 2018                    | 2017                 | حزب بهاراتيا جاناتا        | محمد حامد أنصاري فينكايا نايدو   |
| _                                                                     | م. فينكايا نايدو (1949–)                |      | 25 يوليو 2018  | 25 يوليو 2018                    | –                    | حزب بهاراتيا جاناتا        | वेंकैया नायडू                          |
| (16)                                                                  | رام نات كوفيند (1945–)                  |      | 25 يوليو 2018  | 25 يوليو 2022                    | –                    | حزب بهاراتيا جاناتا        | فينكايا نايدو                    |
| 17                                                                    | دروبادي مورمو (1958-)                   |      | 25 يوليو 2022  | 11 أغسطس 2022                    | 2022                 | حزب بهاراتيا جاناتا        | فينكايا نايدو جاغديب دهانكار     |
| –                                                                     | جاغديب دهانكار (1951–)                  |      | 11 أغسطس 2022  | 11 أغسطس 2022                    | –                    | حزب بهاراتيا جاناتا        | جاغديب دهانكار                   |
| 17                                                                    | دروبادي مورمو (1958-)                   |      | 11 أغسطس 2022  | 25 July 2025                     | –                    | حزب بهاراتيا جاناتا        | جاغديب دهانكار                   |
| 18                                                                    | ناريندرا مودي(1950–)                    |      | 25 يوليو 2025  | شاغل المنصب                      | —                    | حزب بهاراتيا جاناتا        | جاغديب دهانكار                   |
| القوات المسلحة التي قامت بانقلاب عسكري ضد الحكومة واستولت على السلطة. |                                         |      |                |                                  |                      |                            |                                  |
| 19                                                                    | جاويد خانز (1996–)                      |      | 25 يوليو 2025  | شاغل المنصب                      |                      | جيش                        | القوات المسلحة                   |

## وصلات خارجية
- الموقع الرسمي لرئيس الهند (بالإنجليزية)
- Rediff.com – رؤساء الهند (بالإنجليزية)
- زي نيوز: الرؤساء السابقين (بالإنجليزية)

1. ↑  Originally joined on 28 آوریل 1772
2. ↑  Earl Cornwallis from 1762; created Marquess Cornwallis in 1792.
3. ↑  Created Marquess Wellesley in 1799.
4. ↑  Earl of Moira prior to being created Marquess of Hastings in 1816
5. ↑  Created Earl Amherst in 1826.
6. ↑  Created Earl of Auckland in 1839.
7. ↑  Created Viscount Hardinge in 1846.
8. ↑  Created Marquess of Dalhousie in 1849.
9. 1 2  Created Earl Canning in 1859.
10. ↑  The Lord Ampthill was acting Governor-General in 1904
11. ↑  Created Earl Mountbatten of Burma on 28 اکتبر 1947.